# Günter Fanghänel
Günter Fanghänel (* 3. August 1935 in Zeulenroda) ist ein deutscher Mathematikdidaktiker, Sachbuchautor und Kriminalromanschriftsteller.

## Leben und Werk
Günter Fanghänel ist ein promovierter (1970) und habilitierter (1983) Mathematikdidaktiker. Er studierte von 1953 bis 1957 Mathematik und Physik an der Pädagogischen Hochschule Potsdam. Danach unterrichtete er bis 1966 am Goethe-Gymnasium in Weißenfels. 1967 bis 1989 war er wissenschaftlicher Mitarbeiter im Bereich Mathematik der Akademie der Pädagogischen Wissenschaften in Berlin, den er 1989 bis 1991 leitete. 1991/92 war er Mitarbeiter in Mathematikdidaktik an der TU Berlin. 1992 bis 2004 war er in einer Treuhand- und Steuerberatungsgesellschaft in Frankfurt am Main tätig.
Er ist Autor von zahlreichen Artikeln in diversen Fachzeitschriften. Daneben ist er Mitautor von Lehrbüchern und Lehrmaterialien.
Seit mehreren Jahren schreibt Fanghänel auch Kriminalromane.
Günter Fanghänel ist verheiratet und hat mit seiner Frau zwei erwachsene Kinder. Er lebt mit seiner Frau in Eppertshausen.

## Veröffentlichungen (Auswahl)
Sachbücher als Autor
- Untersuchungen zur Verbesserung der Schülerleistungen im Arithmetikunterricht der Oberstufe durch Reaktivierung des für die erfolgreiche Behandlung bestimmter Stoffgebiete notwendigen Wissens und Könnens. Durchgeführt an den Stoffkomplexen lineare Funktionen und Gleichungen in den Klassen 7, 8 u. 9., Dissertation, Deutsches Pädagogisches Zentralinstitut, Berlin 1970.
- Zum Arbeiten mit Aufgaben im Mathematikunterricht an den zehnklassigen allgemeinbildenden polytechnischen Oberschulen der DDR, Dissertation B (Habilitation), Akademie der Pädagogischen Wissenschaften, Berlin 1984[3]
- mit Herbert Vockenberg: Arbeiten mit Mengen, 1. – 5. Auflage, Mathematische Schülerbücherei Nr. 92, DDR-Schulbuchverlag – Volk und Wissen Verlag, Berlin – Leipzig, 1978 bis 1986.
- Mein Freund der Taschenrechner, Volk und Wissen 1988
- Zauberlehrlinge und Zahlen, BoD-Books on Demand, 2. Auflage, 2009, ISBN 978-3-8370-3827-9.

Sachbücher als Mitautor
- mit Hubert Bossek, Rainer Löffler, Lothar Meyer, Reinhard Stamm, Karlheinz Weber, Lutz Engelmann, Günter Liesenberg: Formelsammlung bis zum Abitur – Mathematik – Physik – Astronomie, Berlin: Duden Schulbuch Verlag/Cornelsen Schulbuchverlag, 2. Auflage 2013, ISBN 978-3-8355-1158-3.
- Duden Formeln und Tabellen – Mathematik – Informatik – Arbeitslehre – Technik – Physik – Biologie – Sekundarstufe I und II, Duden Schulbuch Verlag, 2006, ISBN 978-3-8951-7253-3.
- Formelsammlung bis Klasse 10 – Mathematik – Mittlerer Schulabschluss, Duden Schulbuch Verlag, 2007, ISBN 978-3-8355-9010-6.
- mit Günther Rolles,  Michael Unger, Hubert Bossek, Klaus-Peter Eichler, Lutz Engelmann, Karlheinz Lehmann, Günter Liesenberg, Franz Oberländer, Gerhard Paulin, Ulf Rothkirch, Hans-Dieter Sill, Wiebke Salzmann, Reinhard Stamm: Duden Basiswissen Schule – Mathematik 5. bis 10. Klasse, 7. Auflage, Berlin: Dudenverlag 2021

Kriminalromane
- Der Tote vom Teufelstal, 1. Auflage, 2012, ISBN 978-3-8448-1229-9.
- Der Tote auf Gleis 2, 3. Auflage, 2014, ISBN 978-3-7322-8498-6.
- Ein makabrer Fund am Oschütztal-Viadukt und andere Kurzgeschichten, 1. Auflage, 2014, ISBN 978-3-7357-6000-5.
- Die Tote in Kabine 8032, 1. Auflage, 2016, ISBN 978-3-8391-4764-1.
- Die Tote im Abteiwald, 2. Auflage, 2019, ISBN 978-3-7392-4903-2.
- Der Tote in der Dreichbahn, BoD-Books on Demand, Norderstedt, 2020, ISBN 978-3-7519-9617-4.
- Die Toten bei der Thomashütte, 3. Auflage, 2021, ISBN 978-3-7543-3241-2.
- Die Tote in der Sauna: Ein Eppertshausen-Krimi, Norderstedt, 2023, ISBN 978-3-7519-1691-2.[4]
- Der Tote in Nachbars Garten, 2024, ISBN 978-375-972-249-2.[5]
- Der Tote mit zwei Köpfen, 2025, ISBN 978-381-929-810-3.[6]